# زالشانی
زالشانی (به لاتین: Zalešany) یک منطقهٔ مسکونی در جمهوری چک است که در شهرستان کولین واقع شده‌است. زالشانی ۴٫۹ کیلومتر مربع مساحت و ۱۱۷ نفر جمعیت دارد و ۲۴۰ متر بالاتر از سطح دریا واقع شده‌است.